# Tempio di Giunone Moneta
Il tempio di Giunone Moneta (in latino aedes Iunonis Monetae) era un tempio romano situato sull'Arx Capitolina. Nei suoi pressi fu edificata la prima zecca di Roma antica.

## Storia
Secondo la tradizione, il dittatore Lucio Furio Camillo, dopo la sua vittoria contro gli Aurunci nel 345 a.C., fece costruire un tempio a Giunone sul luogo dove sorgeva la casa di Marco Manlio Capitolino, che le venne dedicato l'anno successivo alle calende di giugno.
L'attribuzione a Giunone dell'epiclesi Moneta (cioè "ammonitrice", dal verbo latino monere), risale al tempo dell'assedio dei Galli di Brenno (396 a.C.), quando le oche sacre alla dea (le famose oche del Campidoglio) col loro starnazzare svegliarono l'ex-console Marco Manlio che dette l'allarme dell'assalto, e per questo fu chiamato Capitolino. 
Successivamente, verso il 269 a.C., in prossimità di questo tempio venne edificata la zecca (in prossimità della Basilica di Santa Maria in Aracoeli) che venne messa proprio sotto la protezione della Dea Moneta. A quel punto fu il linguaggio popolare a trasmettere l'appellativo della dea dapprima alla zecca e poi a ciò che lì si produceva, la moneta appunto. Il tempio e la vicina zecca furono distrutti durante il grande incendio di Roma di Nerone, cosicché sotto Domiziano, la zecca fu spostata sul Celio, dove rimase fino alla fine del III secolo. I responsabili della coniazione erano tre magistrati chiamati tresviri monetales, ossia magistrati monetari. La zecca venne spostata più volte.
Nel tempio era conservato l'autentico esemplare del Piede romano a cui si ricorreva per avere una misura autentica e autorizzata della principale unità di misura romana. Per questo motivo il piede romano era noto anche con il nome di pes monetalis.

## Localizzazione
Del tempio non restano tracce, anche se non sono noti scavi al di sotto della Basilica di Santa Maria in Aracoeli, tradizionalmente indicata come soprastante ai suoi resti. Nel giardino della chiesa fu trovata un'antefissa in terracotta risalente al periodo arcaico (inizi del V secolo), mentre il tempio è datato al 343 a.C., per cui si può ipotizzare che esso fosse stato costruito su un luogo di culto più antico. Per un'altra ipotesi, il tempio si doveva trovare nella parte più elevata dell'Arx, poco distante dall'Auguraculum.

## Descrizione
Nell'area archeologica di Ostia antica è stato ritrovato un rilievo che raffigura tre oche starnazzanti sotto un tempio, che per questo si ritiene sia il Tempio di Giunone Moneta. Il tempio sarebbe stato di modeste dimensioni, posto su di un alto podio, servito da un'ampia scalinata centrale.
| Planimetria del Campidoglio antico |
| --- |
| Area capitolina Arx Forum Romanum Fori Imperiali Velabro Tempio di Giove capitolino Tabularium Tempio di Giunone Moneta Teatro di Marcello Forum Holitorium Tempio di Bellona Tempio di Giove Feretrio Tempio di Veiove Auguraculum Iseum Tempio di Giove Custode (?) Tempio della Concordia (?) Tempio di Giove Conservatore Altare Tensarum Tempio di Giove Tonante Clivus Capitolinus Centus Gradus Porta Pandana Tempio di Giano Tempio di Giunone Sospita Tempio di Spes Tempio di Augusto Asylum Inter duos lucos Vico Giugario Campo di Marte Portico degli Dei Consenti Tempio di Vespasiano Tempio della Concordia Tullianum Clivus Argentarius Tempio di Venere Ericina Tempio di Mens (?) Tempio di Fides (?) Tempio di Ops (?) Arco di Scipione Tempio di Saturno Basilica Giulia |